# Volgodonsk
Volgodonsk (rusky Волгодо́нск) je město v Rostovské oblasti v Rusku. Při sčítání lidu v roce 2010 v něm žilo zhruba sto sedmdesát tisíc obyvatel.

## Poloha
Volgodonsk leží na Donu, přesněji pod hrází Cimljanské přehradní nádrže na východě Rostovské oblasti. Nejbližší město je Cimljansk zhruba dvacet kilometrů severně. Od ruského hlavního města, Moskvy, je Volgodonsk vzdálen zhruba tisíc kilometrů na jih, a od správního střediska Rostovské oblasti, Rostova na Donu, přibližně sto devadesát kilometrů východně.

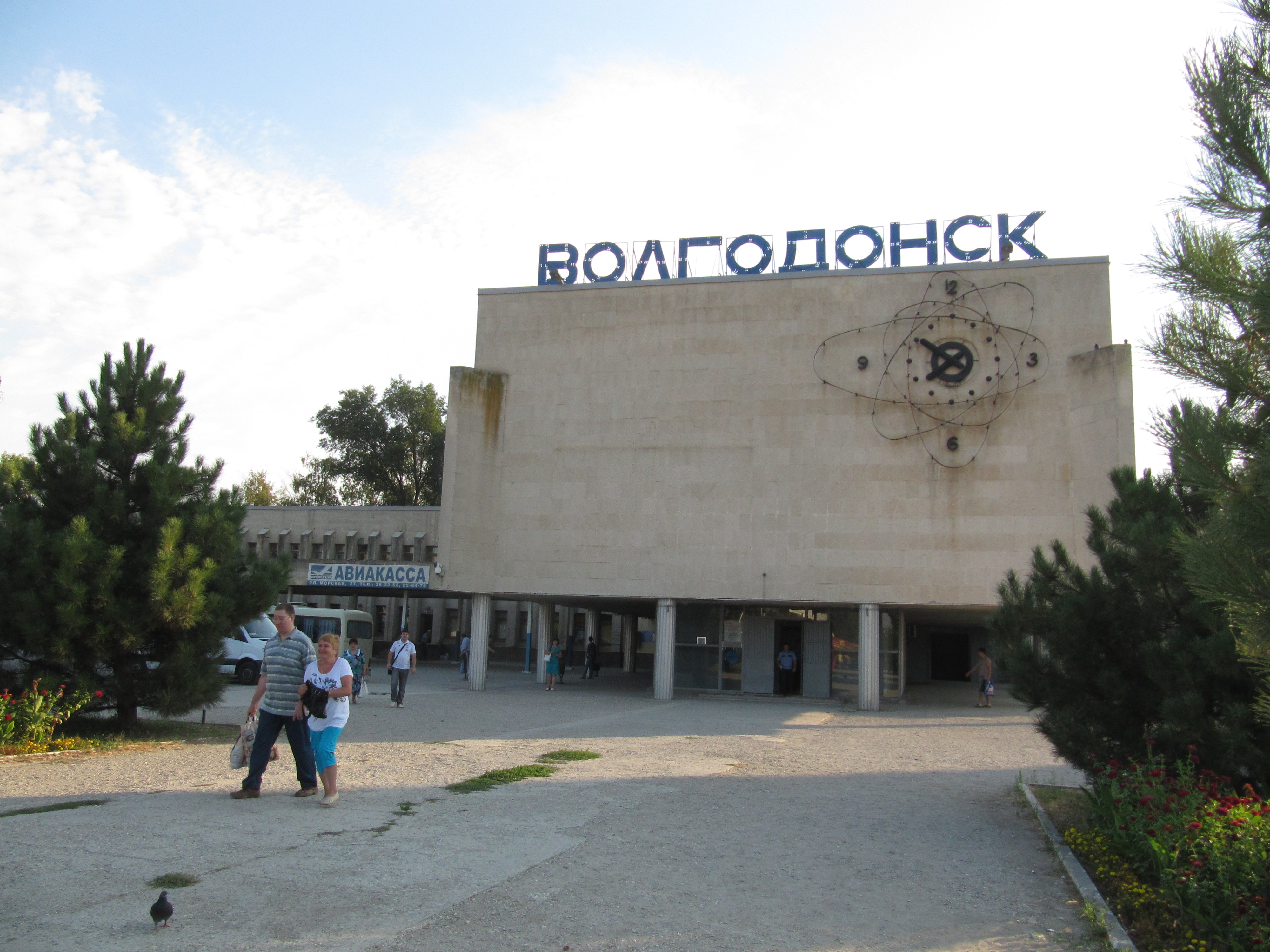
Autobusové nádraží

## Dějiny
Volgodonsk byl založen v roce 1950 pro dělníky stavějící Volžsko-donský průplav a již v roce 1956 získal status města.
V září 1999 došlo ve Volgodonsku k jednomu z řady bombových útoků v Rusku. Zabito bylo devatenáct lidí a devětaosmdesát jich bylo zraněno.

## Průmysl
Zhruba dvanáct kilometrů na severovýchod od Volgodonsku, rovněž na břehu Cimljanské přehradní nádrže, je Rostovská jaderná elektrárna.